# جام باشگاه‌های تهران ۱۳۶۳
جام باشگاه‌های تهران ۱۳۶۳ دوره‌ای از مسابقات جام باشگاه‌های تهران بود که در سال ۱۳۶۳ برگزار شد و پس از شش هفته نیمه‌تمام ماند و دیگر هیچ‌وقت پیگیری نشد. در پایان هفته ششم این مسابقات دو تیم پرسپولیس و استقلال ۱۲ امتیازی بودند و تیم پرسپولیس به خاطر تفاضل گل بهتر در صدر قرار داشت.

## دلایل نیمه‌تمام ماندن بازی‌ها
در این فصل مسابقات قهرمانی باشگاه‌های تهران چندین بار قطع گردید، نا آماده بودن زمین ورزشگاه، اعتراض تماشاگران به عدم برگزاری بازی پرسپولیس و پاس که با آتش روشن کردن در زمین بازی و شکستن شیشه‌ها در خیابان‌ها همراه بود و همچنین شرکت تیم ملی در جام ملت‌های آسیا در اندونزی و تعداد زیاد بودن اردوهای تیم ملی همگی موجب گردید که جام قهرمانی باشگاه‌های تهران درحالی‌که شش هفته خود را پشت سر گذاشته بود تا پایان سال تعطیل شده و بازی‌های این سال دیگر هرگز برگزار نشود.

## جدول رده‌بندی
منبع
| رتبه | باشگاه      | بازی | برد | مساوی | باخت | گل‌زده | گل‌خورده | امتیاز |
| ---- | ----------- | ---- | --- | ----- | ---- | ----- | ------- | ------ |
| ۱    | پرسپولیس    | ۶    | ۶   | ۰     | ۰    | ۲۲    | ۳       | ۱۲     |
| ۲    | استقلال     | ۶    | ۶   | ۰     | ۰    | ۱۵    | ۳       | ۱۲     |
| ۳    | اکباتان     | ۶    | ۴   | ۱     | ۱    | ۹     | ۲       | ۹      |
| ۴    | پاس         | ۶    | ۲   | ۴     | ۰    | ۶     | ۳       | ۸      |
| ۵    | بانک ملی    | ۶    | ۲   | ۳     | ۰    | ۶     | ۳       | ۷      |
| ۶    | وحدت        | ۶    | ۱   | ۵     | ۰    | ۶     | ۵       | ۷      |
| ۷    | هما         | ۶    | ۳   | ۱     | ۲    | ۶     | ۶       | ۷      |
| ۸    | صنعت نفت    | ۶    | ۱   | ۴     | ۰    | ۲     | ۱       | ۶      |
| ۹    | آرارات      | ۶    | ۲   | ۲     | ۲    | ۴     | ۴       | ۶      |
| ۱۰   | کیان        | ۶    | ۱   | ۳     | ۲    | ۴     | ۶       | ۵      |
| ۱۱   | شاهین       | ۶    | ۱   | ۳     | ۲    | ۸     | ۱۲      | ۵      |
| ۱۲   | دریانوردان  | ۶    | ۲   | ۱     | ۳    | ۵     | ۱۱      | ۵      |
| ۱۳   | بوتان       | ۶    | ۱   | ۲     | ۳    | ۵     | ۷       | ۴      |
| ۱۴   | سعدآباد     | ۶    | ۱   | ۲     | ۳    | ۴     | ۶       | ۴      |
| ۱۵   | نیروی زمینی | ۶    | ۱   | ۱     | ۴    | ۵     | ۹       | ۳      |
| ۱۶   | دارایی      | ۶    | ۰   | ۳     | ۳    | ۴     | ۸       | ۳      |
| ۱۷   | پیام        | ۶    | ۰   | ۲     | ۴    | ۲     | ۷       | ۲      |
| ۱۸   | راه‌آهن      | ۶    | ۰   | ۱     | ۵    | ۲     | ۱۹      | ۱      |

## گلزنان برتر
| # |                  | تعداد گل | تیم      |
| - | ---------------- | -------- | -------- |
| ۱ | علی پروین        | ۹        | پرسپولیس |
| ۲ | عبدالعلی چنگیز   | ۸        | استقلال  |
| ۲ | ناصر محمدخانی    | ۸        | پرسپولیس |
| ۳ | غلامرضا فتح‌آبادی | ۴        | پرسپولیس |
| ۳ | هادی آهنگران     | ۴        | اکباتان  |
| ۳ | شاهرخ اصلانیان   | ۴        | بوتان    |

منبع